# Erhard Raus

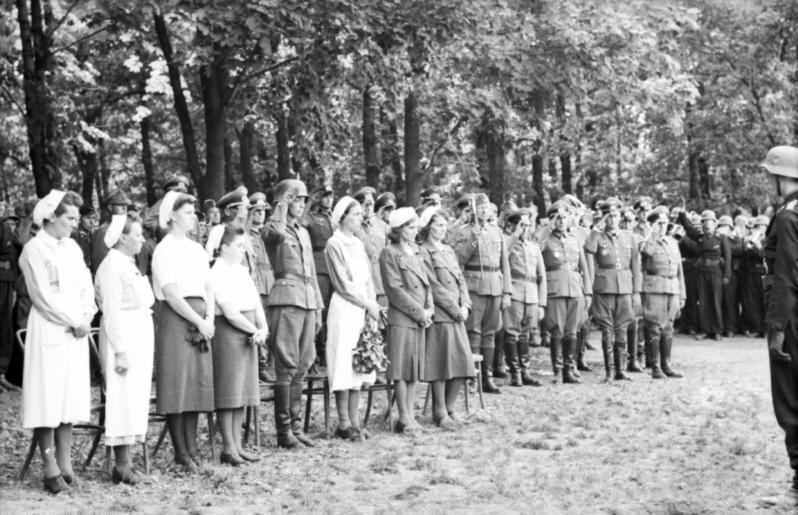
Erhard Raus na pohřbu generálmajora Walthera von Hünersdorffa v Charkově

Erhard Raus (8. ledna 1889 Olbramovice u Znojma – 3. dubna 1956 Vídeň) byl německý generálplukovník (Generaloberst) během druhé světové války. Velel 6. tankové divizi během dřívějších let války na východní frontě.

## Mládí
Narodil se v Olbramovicích na Moravě. Rok studoval na gymnáziu v Mikulově a poté na měšťance v Moravském Krumlově, odkud přešel na reálku do Brna. 1. října 1905 nastoupil na Rakousko-uherskou armádní kadetní školu v Koenigsfeldu a 18. srpna 1909 byl jmenován důstojníkem. Bojoval během První světové války s lehkými motorizovanými pěšáky - sloužil na ruské a italské frontě a velel horským jednotkám. Byl povýšen do hodnosti kapitána a velel lehkým motorizovaným pěšákům Regementu 1.
17. srpna 1918 se oženil s Marries Anna Morsani.
18. ledna 1919 byl oceněn za zásluhy v Rakouské armádě. V roce 1936 byl povýšen na plukovníka. Tyto  roky mezi válkami strávil v mnoha štábech a zastával různé funkce, než byl začleněn do Wehrmachtu během anšlusu v roce 1938, následně pokračoval s několika dalšími štábními funkcemi.

## Druhá světová válka
Před začátkem války byl jmenován náčelníkem štábu XVII. divize, ale s těmito jednotkami se nezúčastnil žádného boje z důvodu jeho štábní role, ani během útoku na Polsko ani během západoevropského tažení poté v roce 1940.
Podle nařízení z června 1940 o zařazení štábních důstojníků na frontu se stal součástí pěšího oddělení 243 a potom v červenci motorizované pěchoty 4. V květnu 1941 převzal velení šesté motorizované pěší brigády šesté tankové divize. Během přepadení Sovětského svazu nikdy nevedl tyto útvary při bitvách  během operace Barbarossa. Svoji poslední bojovou zkušenost zažil s lehkou motorizovanou pěchotou v Rakousko-Uherské armádě v roce 1918.

## Do Ruska
22. června 1941, bojová skupina Raus (šestá tanková divize) operovala s dvěma bojovými skupinami (bojová skupina Raus a bojová skupina Seckendorff) pod jeho velením, pronikla do pobaltských států a v 20. srpna prošla přes Litvu, Lotyšsko a Estonsko, bojující osamoceně pár dní po dobytí mostu přes řeku Lugu. Zúčastnila se bojů se v předních východních liniích, např. během prolomení Stalinovy linie a následného průniku k Leningradu.
7. září 1941 byl povýšen na velícího důstojníka šesté tankové divize.
15. září byla šestá tanková divize  převelena z Leningradské fronty. Divize byla přemístěna do skupiny armád Střed, aby se zúčastnila operace Tajfun – pokus obsadit Moskvu.
Podle Rause byla síla sovětských divizí prolomena a naskytla se šance proniknout do města.
11. října byl oceněn Rytířskym křížem za zmocnění se a obranu řeky Luga.
25. listopadu se Raus ujal velení 6.tankové divize, právě když útok na Moskvu zanesl divizi na 40 km od předměstí hlavního města. Poté přišel sovětský protiútok a Raus stál před úkolem zachránit svou divizi. 10. prosince přišel o svůj poslední tank. Raus svou divizi zachránil a právě tady přišel se svému přídomku, který se mezi jeho vojáky tradoval – jelikož byl zvláště dobrý ve vyprošťování vojáků ze zoufalých situací, obdržel přezdívku „Raus zieht heraus“ (Raus vás z toho vytáhne). Počátkem února podnikl protiútok, „hlemýždí ofenzivu“ – řadu postupných akcí v podání menších jednotek s cílem vypudit Rusy z jedné vesnice za druhou, až je zatlačil o 15 – 30 km nazpět a zabral jejich zimní ubytovny pro své muže. Poté v březnu následovala další operace „Skorpion“.
V dubnu 1942 by la 6.tanková divize stažena do Francie a přezbrojena a její stavy doplněny. Po šesti měsících tvrdého výcviku byla v listopadu přeložena na východ a zapojila se do bojů které měly prolomit Stalingradské obklíčení. Rausův tvrdý výcvik se okamžitě zúročil. Když byl jeho čelní pluk v Kotelnikovu, nedaleko fronty při vykládání z vlaku, náhle napaden sovětskou kavalerií. Přešli němci  instinktivně do protiútoku a rozdrtili 81. jízdní divizi která útok provedla. Byl to první ze série úderů, které Raus uštědřil sovětské 51. armádě, která tvořila vnější prstenec obklíčení Stalingradu.

## Stalingrad
V dalších dnech Raus mařil snahy 4. jízdního sboru zmocnit se Kotelnikova až ruskou jízdu u Pochlebenu na hlavu porazil. Kilometr za kilometrem odrážel 51. armádu zpět zanechávaje ve svých stopách vraky sovětských tanků. Situace sovětů byla už tak zoufalá, že se angažoval sám Stalin a poslal svou nejlepší zálohu – 2. gardovou armádu. Ale ani 2. gardová armáda nestačila. V závěrečné bitvě dne 20. prosince ji Raus rozdrtil. Když gardistům došly tanky, uchýlili se k masovým pěším útokům. Od Stalingradu nyní Rause dělilo sotva 35 km, ale její posádka se ke vstřícnému úderu neodhodlala. Sověti přešli do útoku a situace byla kritická. Rausova divize byla stažena z frontového výběžku a převelena na sever, aby zde hasila další požár. 6. tanková divize zastavila útok 1.tankové armády a dobyla zpět město Tacinskaja, které Rusové při svém výpadu na Rostov dobyli.

## Charkov
1. ledna 1943 byl Raus povýšen do hodnosti generálporučíka. 6. února 1943 byl pověřen velením tzv. „prozatímního sboru Raus“ – tří pěších divizí, divize pancéřových granátníků Grossdeutschland a Leibstandarte. Jeho posláním bylo zastavit útok 3. tankové armády směřující k ohbí řeky Dněpr a zaštítili příjezd obrněné záložní jednotky. Jakmile záloha dorazila, Rausův sbor se zformoval na levém křídle 1. tankového sboru SS, jenž podnikl útok proti městu Charkov a rozdrtil nebo zahnal na ústup všechny sovětské jednotky, které mu zkřížily cestu. Po znovu dobytí Charkova byl „prozatímní sbor Raus“ přeznačen na XI. Sbor čítající čtyři pěší divize a Raus byl 1. května povýšen do hodnosti generála tankových vojsk.

## Závěr války
18. května 1944 nastoupil Raus na post velitele 1. tankové armády (skupina armád Jih). 15. srpna byl povýšen do hodnosti generálplukovníka a 16. srpna se ujal velení 3. tankové armády (skupina armád Střed). Této armádě velel, během dlouhého ústupu cestou přes Litvu, Východní Prusko a Pomořany. Ve Východním Prusku v prosinci 1944 dokázal zopakovat úspěch zónové obrany, vzdoruje po celý měsíc ruským pokusům o průlom.
8. – 12. února 1945 byl Raus zproštěn velení ve Východním Prusku a spolu se štábem své 3. tankové armády přeložen ke skupině armád Visla (Weichsel) ve východních Pomořanech.

## Život po válce
8. března po podání osobního hlášení Hitlerovi byl zproštěn po návratu k jednotce velení. V dubnu 1945 odjíždí do Vídně, brzy odjíždí do Bad Gasteinu, kde je zatčen americkou armádou. Ze zajetí je propuštěn 30. června 1947.
Napsal mnoho publikací zaměřujících se na strategickou taktiku tankových divizí na východní frontě. Zemřel 3. dubna 1956 ve vídeňské nemocnici.

## Vyznamenání
- Vojenská záslužná medaile, s meči
- Vojenský záslužný kříž, III. třída s válečnou dekorací a meči
- Karlův vojenský kříž
- Řád železné koruny, III. třída s válečnou dekorací a meči
- Maďarská pamětní medaile na světovou válku 1914-18[2]
- Rytířský kříž Železného kříže (11.10.1941)
- Rytířský kříž Železného kříže, s dubovou ratolestí (22.08.1943)
- Medaile za východní frontu
- Železný kříž
- Železný kříž

údaje použity z: německá Wikipedie-Erhard Raus